# ミッキーマウス・マーチ
「ミッキーマウス・クラブ・マーチ」（原題：Mickey Mouse Club March）は、作詞・作曲：ジミー・ドッドの歌。ディズニーキャラクター『ミッキーマウス』のテーマソング。通称『ミッキーマウス・マーチ』（Mickey Mouse March）、『ミッキーマウス行進曲』。

## 歴史
元は、1955年から1960年にかけてアメリカのABCで放送されていた子供向けテレビ番組『ミッキーマウス・クラブ』のオープニングテーマとして起用されたのが始まりである。1955年にAM-PARから本楽曲と「The Mouseketeers' March」「Monday Through Friday Songs」を収録したシングルが発売された。オリジナルの歌唱はメリー・マウスケティアーズ（The Merry Mouseketeers。『ミッキーマウス・クラブ』出演者の総称。別名「マウスケティアーズ（The Mouseketeers）」）による。また、日本で1959年から放送された『ミッキーマウス・クラブ』でもテーマ曲として使用された。
以来、ミッキーのテーマソングとして定着し、今日まで多くのディズニー作品や関連メディア、世界中のディズニーパーク等で使用されてきた。
「小さな世界」「星に願いを」と並んで、ディズニーを象徴する代表的な歌として広く知られている。

## カバー
ジュリー・ロンドン、エルヴィス・プレスリー、キャプテン・ジャック、アンドリューW.K.、「ドミノ」の芸名で活動したユーロビート歌手アレッサンドラ・ミルカ・ガッティなど多くの著名なアーティストによりカバーされている。
日本においては、1959年に日本版『ミッキーマウス・クラブ』の主題歌として「ミッキーマウス行進曲」の邦題で植井順による日本語訳詞、冨田勲の編曲、久保木幸子と上高田少年合唱団の歌で歌唱された。その後はさざなみけんじによる日本語訳詞で倍賞千恵子や小鳩くるみ、稲岡紅二、「宗大春男 & 休憩バンド、Vocal：わんぱく合唱団」、東京荒川少年少女合唱隊、「こおろぎ'73、森の木児童合唱団」、「山野さと子、橋本潮、瀧本瞳」、井上かおり、キューティー★マミー、「神谷浩史、鈴村健一、福山潤、櫻井孝宏、杉田智和、緑川光、森川智之、関智一、入野自由、山寺宏一」、NHK東京児童合唱団、「石川界人、上村祐翔、江口拓也、小野賢章、佐藤拓也、武内駿輔、畠中祐、羽多野渉、花江夏樹、日野聡、前野智昭、山下大輝」らにカバーされたほか、おうちやすゆきなど他の日本語訳詞もあり、童謡として盛んに歌われている。ただし、ユニバーサルミュージックにおける2018年10月1日以降に発売されるウォルト・ディズニー・レコードの音楽ソフトの販売を開始した時は、日本語訳詞のカバー曲が出されていないが、同年12月12日再発売のCD『ディズニー・ベスト 日本語版』（ユニバーサルミュージック UWCD-8159/60）に収録された。

## 歌詞
ミッキーを象徴する歌だけに、彼の名前が連呼されているのが特徴。原語版では彼の名前のスペル（M・I・C・K・E・Y・M・O・U・S・E）を一文字ずつ読み上げる形で歌うが、さざなみによる日本語訳詞ではそのまま「ミッキーマウス」と呼ぶ。1998年の『第49回NHK紅白歌合戦』で西田ひかるが日本語で歌唱した際には、原語版同様に「M・I・C・K・E・Y・M・O・U・S・E」を一文字ずつ読み上げる形で歌った。
また、一部の歌詞では「Donald Duck!」と合いの手を入れる部分があるが、これは当初『ミッキーマウス・クラブ』のオープニングで、この部分でドナルドダックがシンバルで耳を塞ぎながら自分の名前を叫んでいた事に由来する。なお、すべて「ミッキーマウス!」に変更されているバージョンも存在する。

## 使用
- スタンリー・キューブリック監督の映画『フルメタル・ジャケット』のラストで、海兵隊達が「ミッキーマウス・マーチ」を歌いながら戦火の中を行進するシーンが使われている。また、野上武志著の漫画『戦翼のシグルドリーヴァ 狂撃の英雄』において、当映画のパロディシーンとして「ミッキーマウス・マーチ」を歌いながら突撃する海兵隊員たちが描かれた。
- 1974年公開のポルノ映画『The Life and Times of the Happy Hooker』でBGMとして「ミッキーマウス・マーチ」が使われている。1975年、同作での「ミッキーマウス・マーチ」の使用は著作権侵害にあたるとしてウォルト・ディズニー・プロダクションが同作の配給側を訴えた[16]。
- 東京ディズニーシーにて上演中の「ビッグバンドビート」では、ミッキーがドラム捌きを披露するが、稀にアドリブでこの曲や「星に願いを」のアレンジを入れる事がある。
- 元阪神タイガース監督の真弓明信の選手時代のヒッティングマーチであった。当初は立ち上がって曲に合わせてメガホンを振りながら左右に移動するものであったが、他の観客の迷惑になるため左右の手に持ったメガホンを打ち鳴らすか振り下ろすかの応援に変わった。また、元中日ドラゴンズのケン・モッカの応援歌にも流用された。
- サッカー選手、トゥットのJリーグ・浦和所属時のチャントが当曲であった。
- 落語家・桂小枝、お笑いコンビ「ニッポンの社長」の出囃子。
- 東武伊勢崎線太田駅9・10番線で運転士に信号開通を知らせるメロディに使用されていた。現在は未使用ホームとなっており、聞くことができない。
- ハピラインふくい線鯖江駅1番線の接近メロディに使用されている。
- 2016年11月1日から12月25日まで東急東横線渋谷駅の発車メロディに使用されていた。

## 脚註
1. ↑  Mickey Mouse Club March - Disney Wiki
2. ↑  『ミッキーマウス・クラブ』スポンサーの味の素による宣伝用レコード（日本コロムビア PRE-1048）が存在する。B面は松田トシの歌による「ミッキーマウスの結婚式」。
3. ↑  編曲：小川寛興。1971年発売のLP『ディズニーの楽しいおとぎの世界』（キングレコード/ディズニーランドレコード SKK(D.H)2007〜8）に収録。
4. ↑  編曲：越部信義。1974年発売のLP『ディズニーランドの小鳩くるみ ディズニー映画主題歌集』（ビクターエンタテインメント JBX-45）に収録。
5. ↑  曲名は「ミッキー・マウス・クラブ」。さざなみによる日本語訳詞に加え、岡田冨美子による新たな日本語歌詞が追加されている。編曲：治美平。1979年発売のシングル「ミッキー・マウス・クラブ/たった5秒で忘れそう」（CBS・ソニー 06SH578）に収録。
6. ↑  曲名は「ぼくらのミッキー・マウス」。1979年発売のQ.K-BAND、Vocal：Yvonne Dacostaのシングル「DISCO MICKEY MOUSE」（キングレコード/ディズニーランド・レコード GK-296）のB面に収録。
7. ↑  1991年発売のCD『ミッキーマウス・マーチがいっぱい』（ポニーキャニオン PCCW-00037）などに収録。
8. ↑  1987年発売のCD『ディズニー映画名作主題歌集』（日本コロムビア 30CC-1627）に収録。
9. ↑  コーラス：こおろぎ'73、森の木児童合唱団。（日本コロムビア）
10. ↑  コーラス：トウィンクルズ。（キングレコード）
11. ↑  さざなみによる日本語訳詞と英語原詞で歌唱。曲名は「ミッキーマウス・マーチ (ファミリー・パラパラ・ヴァージョン)」。2005年にシングル（エイベックス AVCW-12474）として発売。
12. ↑  2012年発売のCD『ディズニー・デート 〜声の王子様〜 Standard Edition』（エイベックス AVCW-12871）に収録。
13. ↑  2016年発売のCD『ディズニー・コーラス・コレクション 〜チルドレン』（エイベックス AVCW-63139）に収録。
14. ↑  曲名は「ミッキーマウス・マーチ(オールスターver.)」。2018年発売のCD『Disney 声の王子様 Voice Stars Dream Selection』（エイベックス AVCW-63296）に収録。
15. ↑  1968年発売のLP『Walt Disney's Mickey Mouse And His Friends』（『Mickey Mouse And His Friends』）などに収録されている。また、さざなみによる日本語訳詞でもそうなっている。
16. ↑  「世界の論調 ミッキー再登場 うけるかな?」『読売新聞』1975年2月6日付朝刊、7面。（『ニューヨーク・タイムズ』1975年2月1日付）『読売新聞』の記事では映画タイトルは『幸せな女たらしの生活』と訳されている。